# 斯旺西网体育场
斯旺西网体育场（曾用名自由球场）是一座位於英國威爾士第二大城市的多用途運動場。球場為全坐席可容21,088名觀眾，是斯旺西最大的專用場地及全威爾士第三大的運動場。現時是斯旺西城足球俱乐部及魚鷹欖球會（Ospreys）的主場球場。

## 歷史
由於維奇菲爾球場（Vetch Field）及聖海倫球場（St Helen's）日漸落伍，但史雲斯及魚鷹均沒有足夠資金興建新球場，因此斯旺西市及郡議會（City and County of Swansea council）與一個發展商主導的財團建議在河西岸莫爾法體育場（Morfa Stadium）原址興建一座20,520座的碗形運動場，由河東岸一個355,000平方呎的零售園作資金支持，整項發展計畫最終秏資超過5,000萬英鎊。
自由球場至今最高入場觀眾紀錄於2016年5月1日一場由史雲斯對利物浦的英超聯賽創出，共有20,992人進場觀戰。而球場亦曾主辦威爾斯足球代表隊的國際賽。

## 命名
在球場建築期間，曾採用多個不同名稱，最常用是以工地舊銅工廠的名字稱為「白石球場」（White Rock stadium），但這只是臨時代號，當球場完工後，球場業主隨即四出找尋贊助，在仍未有贊助時，球場被稱為「斯旺西新球場」（New Stadium Swansea），直到2005年10月18日，以斯旺西為基地的地產發展商「自由地產」（Liberty Properties Plc）取得冠名權，將球場命名為「自由球場」（Liberty Stadium）。
2021年8月9日，斯旺西网（Swansea.com）与球场签署一份为其10年的冠名协议，使其更名为「斯旺西网体育场」（Swansea.com Stadium）。

## 揭幕
2005年7月10日自由球場開始啟用，成為斯旺西城足球俱乐部及魚鷹欖球會的主場球場。7月23日舉行官式揭幕典禮，由史雲斯對由前隊員基斯·高文（Chris Coleman）帶領的富咸進行友誼賽，雙方1-1和局終場，富咸的斯蒂德·马尔布兰克射入首球。

## 銅像
2005年10月15日在史雲斯對開賽前，史雲斯為名宿伊沃尔·奥尔彻奇（Ivor Allchurch）的銅像揭幕，奥尔彻奇曾兩度效力史雲斯，為球隊上陣445場及射入164球，他於1997年去世，銅像置於售票處外。

## 音樂會
2007年6月1日誰人樂隊（The Who）在自由球場舉行一場音樂會。而艾爾頓·約翰的音樂會則在2008年6月29日舉行，觀眾人數估計達破紀錄的25,000人。2010年6月23日Pink在此舉行她的「Funhouse Summer Carnival Tour」其中一站音樂會。

## 數據及平均入座率
- 球場容量: 21,088
- 最高入座人數: 20,992 vs 利物浦 2016年5月1日
- 第一場舉辦的國際比賽: 威爾斯 v 斯洛文尼亞, 2005年8月17日。

平均入座率只限主場比賽
| 球季    | 史雲斯足球會 | 魚鷹欖球會 |
| ------- | ------------ | ---------- |
| 2005–06 | 17,960       | 8,567      |
| 2006–07 | 18,008       | 9,147      |
| 2007–08 | 16,906       | 9,487      |
| 2008–09 | 17,509       | 9,063      |
| 2009–10 | 15,407       | 8,284      |
| 2010–11 | 15,507       | 8,855      |
| 2011–12 | 19,946       | 7,259      |
| 2012–13 | 20,370       | 9,272      |
| 2013–14 | 20,407       |            |
| 2014–15 | 20,555       | 8,398      |
| 2015–16 | 20,711       | 8,474      |
| 2016–17 | 20,619       | 9,026      |
| 2017–18 | 20,879       | 6,994      |
| 2018–19 | 18,444       | 6,812      |

## 外部連結
- Official Liberty Stadium website （页面存档备份，存于）
- Swansea City Council （页面存档备份，存于）
- Swansea City AFC （页面存档备份，存于）
- Ospreys Regional Rugby Team （页面存档备份，存于）